# Texas Alexander
Alger 'Texas' Alexander (Jewett, 12 september 1900 - Richards, 16 april 1954) was een Amerikaanse blueszanger.

## Biografie
Alexander, die zelf geen instrument bespeelde, maakte zijn eerste opnamen in 1927 bij Okeh Records. Voor zijn muzikale begeleiding zorgden in de loop der tijd gitaristen als Little Hat Jones, Lonnie Johnson en Lowell Fulson, maar ook bekende bands als The Mississippi Sheiks, King Oliver's New Orleans Band en Clarence Williams.
Naast zijn muzikale bezigheid werkte hij als katoenplukker en als railwerker. Rond 1940 werd zijn carrière onderbroken, omdat hij wegens moord in de gevangenis moest. Na zijn vrijlating trad hij weer op, vaak samen met Lightnin' Hopkins, die nu en dan als zijn neef werd aangeduid, waarvoor echter geen bewijs was. Met hem maakte hij in 1947 ook enkele opnamen bij Aladdin Records. Ook met de pianist Buster Pickens maakte hij opnamen. Zijn laatste opnamen dateren uit 1950 en waren vergaand zonder succes.
In totaal nam Alexander meer dan 60 nummers op, het merendeel daarvan in 1930. Zijn zangstijl was nauw aangeleund aan de Field Hollers. Tot zijn bekendste nummers behoren Corn Bread Blues en Frisco Train.

## Overlijden
Texas Alexander overleed in april 1954 op 53-jarige leeftijd aan de gevolgen van syfilis.

## Discografie
- 1995: Texas Alexander, Vol. 1 (1927) (Document Records)
- 1996: Long Lonesome Day Blues (P-Vine Records)
- 2000: Texas Alexander, Vol. 2 (1928 bis 1930) (Document Records)
- 2000: Texas Alexander, Vol. 3 (1930 bis 1950) (Document Records)
- ????: Texas Troublesome Blues (Agram Blues)